# Port Arthur (Teksas)
Port Arthur je grad u američkoj saveznoj državi Teksas. Prema popisu stanovništva iz 2010. u njemu je živjelo 53.818 stanovnika.

## Poznate osobe
- Babe Didrikson Zaharias